# Hübsche Grändort
Koordinaten: 51° 43′ 25″ N, 6° 24′ 56″ O
Das Naturschutzgebiet Hübsche Grändort liegt auf dem Gebiet der Stadt Rees im Kreis Kleve in Nordrhein-Westfalen.
Das Gebiet erstreckt sich südlich der Kernstadt Rees entlang des westlich fließenden Rheins. Östlich des Gebietes erstreckt sich der Grindsee.

## Bedeutung
Das rund 145 ha große Gebiet ist seit 1986 unter der Kenn-Nummer KLE-031 als Naturschutzgebiet ausgewiesen.